# آرنو هنریت
آرنو هنریت (انگلیسی: Arnaud Henriet؛ زادهٔ ۱ ژانویهٔ ۱۹۷۲) بازیگر اهل فرانسه است. وی از سال ۱۹۸۷ میلادی تاکنون مشغول فعالیت بوده‌است.
از فیلم‌ها یا برنامه‌های تلویزیونی که وی در آن نقش داشته‌است می‌توان به به هیچ‌کس نگو، هویت بورن، خداحافظ بچه‌ها، غریزه جنایت و نارکو اشاره کرد.